# Poa rigidula
Poa rigidula är en gräsart som beskrevs av Jan Frederik Veldkamp. Poa rigidula ingår i släktet gröen, och familjen gräs. Inga underarter finns listade i Catalogue of Life.